# Campionati europei di bob 2002
I Campionati europei di bob 2002, trentaseiesima edizione della manifestazione organizzata dalla Federazione Internazionale di Bob e Skeleton, si sono disputati il 19 e il 20 gennaio 2002 a Cortina d'Ampezzo, in Italia, sull'omonima pista olimpica (dal 2003 verrà intitolata al pluricampione olimpico e mondiale Eugenio Monti), il tracciato sul quale si svolsero le competizioni del bob ai Giochi di Cortina d'Ampezzo 1956 e le rassegne continentali del 1965 (unicamente nel bob a due), del 1970, del 1982 e del 2000 (in entrambe le specialità maschili). La località veneta sita ai piedi delle Dolomiti ha quindi ospitato le competizioni europee per la quinta volta nel bob a due uomini, per la quarta nel bob a quattro.
Anche questa edizione si è svolta con la modalità della "gara nella gara", contestualmente alla sesta e penultima tappa della stagione di Coppa del Mondo 2001/02.

## Risultati

### Bob a due uomini
La gara si è svolta il 19 gennaio 2002 nell'arco di due manches ed hanno preso parte alla competizione 28 compagini in rappresentanza di 16 differenti nazioni.
| Pos. | Atleti                             | Nazione     | Tempo   | Distacco |
| ---- | ---------------------------------- | ----------- | ------- | -------- |
|      | Christian Reich Steve Anderhub     | Svizzera-2  | 1:46.52 |          |
|      | André Lange Kevin Kuske            | Germania-1  | 1:46.79 | +0.27    |
|      | Martin Annen Beat Hefti            | Svizzera-1  | 1:46.80 | +0.28    |
| 4    | Günther Huber Antonio Tartaglia    | Italia-1    | 1:47.16 | +0.64    |
| 5    | Ivo Rüegg Stefan Bamert            | Svizzera-3  | 1:47.26 | +0.74    |
| 6    | Evgenij Popov Pëtr Makarčuk        | Russia-1    | 1:47.40 | +0.88    |
| 7    | Aleksandr Zubkov Dmitrij Stëpuškin | Russia-2    | 1:47.42 | +0.90    |
| 8    | Matthias Benesch Kai Kaufmann      | Germania-3  | 1:47.46 | +0.94    |
| 9    | Matthias Höpfner Marc Kühne        | Germania-2  | 1:47.53 | +1.01    |
| 10   | Ivo Danilevič Jan Kobián           | Rep. Ceca-1 | 1:47.67 | +1.15    |

### Bob a quattro
La gara si è svolta il 20 gennaio 2002 nell'arco di due manches ed hanno preso parte alla competizione 25 compagini in rappresentanza di 15 differenti nazioni.
| Pos. | Atleti                                                                | Nazione       | Tempo   | Distacco |
| ---- | --------------------------------------------------------------------- | ------------- | ------- | -------- |
|      | André Lange Enrico Kühn Kevin Kuske Carsten Embach                    | Germania-1    | 1:44.72 |          |
|      | Bruno Mingeon Éric Le Chanony Christophe Fouquet Max Robert           | Francia-1     | 1:45.48 | +0.76    |
|      | Matthias Benesch Torsten Voss Udo Lehmann Alexander Szelig            | Germania-2    | 1:45.55 | +0.83    |
| 4    | Arend Glas Arnold van Calker Timothy Beck Marcel Welten               | Paesi Bassi-1 | 1:45.64 | +0.92    |
| 5    | Bruno Thomas Michel André Philippe Paviot Thibault Giroud             | Francia-2     | 1:45.75 | +1.03    |
| 6    | Evgenij Popov Pëtr Makarčuk Sergej Golubev Aleksej Andrjunin          | Russia-1      | 1:45.83 | +1.11    |
| 7    | Martin Annen Silvio Schaufelberger Beat Hefti Cédric Grand            | Svizzera-1    | 1:45.84 | +1.12    |
| 8    | Christian Reich Steve Anderhub Stefan Hammer Domenic Keller           | Svizzera-2    | 1:45.92 | +1.20    |
| 9    | Matthias Höpfner Marc Kühne Andreas Barucha Stefan Barucha            | Germania-3    | 1:45.93 | +1.21    |
| 10   | Wolfgang Stampfer Gerd Habermüller Michael Müller Martin Schützenauer | Austria-1     | 1:45.98 | +1.26    |

## Medagliere
| Pos.   | Paese    | Oro | Argento | Bronzo | Totale |
| ------ | -------- | --- | ------- | ------ | ------ |
| 1      | Germania | 1   | 1       | 1      | 3      |
| 2      | Svizzera | 1   | 0       | 1      | 2      |
| 3      | Francia  | 0   | 1       | 0      | 2      |
| Totale | Totale   | 2   | 2       | 2      | 6      |